# Michael Levitt
Michael Levitt (Pretória, 9 de maio de 1947) é um bioquímico e biofísico britânico nascido na África do Sul. Levitt foi um dos pioneiros na área de biologia computacional e bioinformática. Em 2013, juntamente com Arieh Warshel e Martin Karplus, foi galardoado com o Prémio Nobel da Química pelo seu trabalho no desenvolvimento de métodos computacionais para previsão e simulação da estrutura de proteínas e ácidos nucleicos. Desde 1987, é professor e investigador no departamento de biologia estrutural da Universidade de Stanford, nos Estados Unidos.

## Biografia
Levitt nasceu em Pretória, na África do Sul, filho de pais judeus. Em 1963, com 16 anos, mudou-se com a mãe para Londres, no Reino Unido, e ingressou no King's College para estudar biofísica. Quatro anos depois, em 1967, inspirado pelo trabalho de cientistas como John Kendrew, Francis Crick, James Watson, e Max Perutz, decide concorrer a uma posição como aluno de doutoramento no Laboratório de Biologia Molecular (LMB) da Universidade de Cambridge. Encorajado por dois amigos após receber uma rejeição por correio, Levitt decide ir até Cambridge falar pessoalmente com Kendrew e Perutz. Dias depois, Kendrew telefona-lhe a oferecer uma posição a começar em 1968 e dá-lhe a oportunidade de ir, entretanto, trabalhar com Shneior Lifson, um dos primeiros químicos computacionais, no Instituto Weizmann de Ciência, em Israel.
Esses 10 meses passados em Israel revelaram-se fulcrais na sua vida pessoal e profissional. Juntamente com Lifson e Arieh Warshel, então um aluno de doutoramento, escreve um programa de computador capaz de calcular propriedades químicas de moléculas e aplica-o para optimizar a estrutura tridimensional de proteínas. Ao mesmo tempo, conhece a sua futura mulher, Rina, com quem se casa em Agosto de 1968.
Em 1968, de regresso a Cambridge, Levitt começa o seu doutoramento no LMB na unidade de Kendrew e Perutz onde decide aplicar o programa escrito com Warshel e Lifson para analisar e prever a estrutura tridimensional da molécula de ARN de transferência. Após defender a tese de doutoramento no inverno de 1971, permanece em Cambridge por mais um ano até se mudar para Israel, de regresso ao laboratório de Lifson como investigador pós-doutorado. Entre 1972 e 1974, juntamente com Warshel, cria métodos computacionais que combinam mecânica clássica e quântica (multiescala) para estudar reacções químicas complexas, cujo valor seria reconhecido em 2013 pelo Comité Nobel de Química. Em paralelo, os dois jovens cientistas escrevem os primeiros programas de computador para simular o enovelamento da estrutura de proteínas.
Entre 1977 e 1987, divide o seu tempo entre Cambridge, a Califórnia e Israel, e continua a criar e utilizar métodos teóricos e computacionais para analisar, prever e simular a estrutura de proteínas e ácidos nucleicos. Entre outros, desenvolve uma classificação de proteínas com base em elementos de estrutura secundária, um método para optimizar a estrutura de proteínas a partir de dados de cristalografia de raios-X, as primeiras simulações de dinâmica molecular de proteínas em solvente aquoso, e a primeira simulação de dinâmica molecular da dupla hélice de ADN.
Em 1987, a convite de Roger Kornberg, muda-se para a Universidade de Stanford na Califórnia onde funda o grupo de biologia computacional estrutural que ainda hoje dirige. Em Stanford, orientou e continua a acompanhar a formação de várias gerações de cientistas. Em 2017, publica uma análise do sistema de financiamento em ciência nos Estados Unidos, onde observa um aumento da idade de reforma de cientistas e um decréscimo acentuado do investimento em cientistas em início de carreira.
Em 2020, cria controvérsia ao fazer várias previsões erradas sobre a evolução da pandemia de COVID-19 e ao criticar a análise estatística feita por epidemiologistas como Neil Ferguson.

## Prémios
Levitt foi eleito para a Organização Europeia de Biologia Molecular (EMBO) em 1983, como membro da Royal Society (FRS) em 2001, como membro da Academia Nacional de Ciências dos Estados Unidos em 2002, e como membro da Academia de Artes e Ciências dos Estados Unidos em 2010. Em 2013, recebeu juntamente com Arieh Warshel e Martin Karplus o Prémio Nobel da Química. Em 2014, recebeu o prémio DeLano para ciências biocomputacionais e em 2015 foi eleito como membro da Sociedade Internacional de Biologia Computacional (ISCB).

## Publicações
Ao longo da sua carreira, Levitt publicou mais de 200 artigos científicos em revistas como Nature, Science, PNAS, e Journal of Molecular Biology.